# Isabit
 (mars 2023).
L'Isabit, serpent d’Isaby ou en occitan Sèrp d'Isavit est une créature légendaire de la mythologie pyrénéenne.

## Description
On le décrit comme un serpent gigantesque, avec une immense bouche - il peut avaler d’un coup un bovin -, d’immenses côtes - elles auraient servi à la construction d’une église - et d'un appétit et d'un estomac considérable  - il pouvait ingurgiter des troupeaux entiers, ou toute l'eau d'un ruisseau. On peut observer dans certaines représentations des pâtes griffues ou des défenses.
Le serpent aspirerait ses proies d’un coup : «pasteurs, chiens et troupeaux, enlevés de terre par une force irrésistible, […] s'engouffraient dans la bouche du serpent». Dans certains cas, il cracherait des flammes.

## Résumé du conte
Il y a fort longtemps, dans les montagnes des actuelles Hautes-Pyrénées, vivait un serpent gigantesque qui aspirait goulument vaches, moutons, brebis, chiens et bergers de la vallée d’Argelès-Gazost. Pour le tuer, un forgeron - ou maréchal-ferrant - d’Arbouix lui fit avaler un enclume - ou des barres de fer - chauffée à blanc. Pour calmer sa douleur, le serpent avala toute l’eau des torrents et gaves environnants, finit par exploser et ainsi créa le lac d’Isaby.
Les habitants de la vallée remercièrent le forgeron en lui offrant des terres et le droit de conduire ses troupeaux sans rétribution. Aussi, les habitants prirent les côtes du monstre pour en faire une église. Mais le monstre étant maudit par dieu, la grêle tomba sans relâche sur le village, et dès que les villageois eurent brûlé les os, la grêle cessa.

## Explication par un auteur du XIXe siècle
D’après Ernest de Garay - sous le pseudonyme de Karl des Monts:

« Si l'on dépouille cette légende de tout ce que l'obscurantisme des siècles y a mêlé d'étranger et d'impur, […] vous ne touchez pas du bout du doigt la très-simple histoire du Lac d'Isabit? Ce feu terrible dont sont dévorées les entrailles du monstrueux serpent jusqu'à ce qu'il crève à force d'avoir bu pour l'éteindre, et que toute l'eau qu'il avait absorbée se transforme en lac, qu'est-ce autre chose que le feu central dont une éruption a, comme l'a toujours constaté la géologie,
donné naissance a un lac. »